# 정우현
정우현(鄭又鉉, 1948년 1월 15일 ~ )은 대한민국의 기업인이다.

## 이력
MP그룹의 회장으로 피자 전문점인 <미스터피자>, 수제머핀&커피 전문점인 <마노핀>, 글로벌 다이닝 <식탁(SICTAC)>, 아메리칸 레스토랑 <래미스>를 운영하며 국내외 프랜차이즈 매장을 운영/관리하며 화장품 제조·판매업체 MP한강(구 한강인터트레이드)를 운영하고 있다.
경상남도 하동 산골에서 8남매의 일곱째로 태어나, 진주중학교, 진주고등학교를 나와 단국대학교에서 법학을 전공했으며, ROTC로 임관하여 군 생활을 마쳤다.
1974년 동대문시장에서 섬유 도매 업체인 ‘천일상사’를 경영하면서 동대문시장의 거상이 되었다. 이후 1990년 9월 12일‘미스터피자’ 1호점인 이대점을 시작으로 본격적인 외식 사업을 시작했다.
미스터피자는 일본 미스터피자와 기술 제휴를 맺고 1990년에 들여온 브랜드지만 20년 뒤 브랜드를 완전히 인수함으로써 미스터피자를 순수 대한민국 국적의 브랜드로 만들었다.
2013년 3월 26일 중국 사업에 집중하겠다는 의사를 밝혀 문영주 대표이사 단독 체제를 선언하고 대표이사직에서 사임하였다가 문영주 대표이사가 사임하자 대표이사직에 복직했고, 동시에 그의 아들이자 미스터피자 미국 지사장으로 일했던 정순민도 MP그룹의 부사장으로 취임하여 오너 경영으로 재편된다.

## 학력
- 진주고등학교
- 단국대학교 법정대 법률학과

## 약력
- 1978년 ~ 1988년 천일상사 대표
- 1989년 ~  한국미스터피자 회장
- 1996년 아바론코리아 회장
- 1999년 ~ 2000년 ROTC 10기 중앙회 회장
- 2005년 ~ 2010년 사회복지법인 사랑의 세계 이사장
- 2012년 ~  현재 어린이환경센터 이사
- 2012년 ~ 2017년 (주)MP 그룹 대표이사 회장